# Багинский, Макс
Макс Багинский (нем. Max Baginski; 1864—1943) — немецко-американский анархист.

## Молодость, тюрьма, эмиграция
Багинский родился в 1864 году в Бартенштейне. Его отец был сапожником, в молодости принимал оживленное участие в революционных действиях 1848 года и после победы реакции попал в тюрьму на несколько месяцев.
Под влиянием своего отца Багинский ещё ребёнком с большим усердием читал «Свободные колокола» которые издавались тогда доктором Августом Шпехтом в Германии. Также «Берлинскую свободную прессу» которая выпускалась в те времена под руководством Иоганна Моста в Берлине.
Уже убежденным социалистом Багинский приехал в Берлин, в 1882 году.
«Это время было тяжелым для Германии. Жесткие законы Бисмарка против социалистов, как удушье на немецком рабочем классе, подавляли любое либертарное движение. Социалистические листовки могли ввозиться контрабандой, только из заграницы и общественная деятельность для социализма была невообразима» — вспоминал Рудольф Рокер. 
В 1891 году, Макс Багинский был осужден и посажен в тюрьму на 2,5 года за нарушение целого ряда законов о печати. В 1893 году Багинский решил эмигрировать в Америку, где уже проживал его брат Рихард.
"Тогда он ехал из Цюриха в Париж, где ему пришлось задержаться на 4 недели. Там я познакомился с ним лично, и мы остались друзьями на протяжении всей жизни. Вероятно, для него было бы лучшим — не покидать Европу никогда, так как он был одним из тех редких плодов в саду жизни, которому сложно было бы расти на чужбине" — писал Рудольф Рокер.

## В эмиграции
В Нью-Йорке Багинский присоединился к Иоганну Мосту и его друзьям и был усердным сотрудником их газеты «Freineit», для которой он написал лучшие из его статей.
Осенью 1894 года, Багинский занял должность главного редактора «Рабочей газеты» в Чикаго, созданной в первой половине 1880-х годов Августом Шписом, но после его трагической смерти 11 ноября 1887 года попавшей в руки социал-демократов. С тех пор множество изменений потерпела газета и постепенно теряла своё значение. Лишь в 1894 году, когда издатели, по рекомендации (?), доверили редакцию Багинскому, газета получила новую жизнь.
В 1906—1907 гг. Багинский помогал с публикацией либертарного журнала «Мать Земля» («Mother Earth») и к радости Эммы Голдман опубликовал многие из его превосходных статей.
"Макс Багинский был одним из редчайших людей, с которыми я знакомился в моей жизни, человек исключительных умственных способностей и внутренней силы характера, всегда мягко и с полным пониманием он говорил о других… У него были все качества хорошего писателя: большая изобретательность, превосходный юмор и кристально-чистый стиль письма — которые делали его работы верным наслаждением" — писал Рудольф Рокер.

## Смерть
Багинский умер 24 ноября 1943 в госпитале Бельвю в Нью-Йорке, в возрасте 79 лет.